# Verdi Karnsová
Verdi Karnsová (30. dubna 1882 – 5. dubna 1925), po roce 1908 Verdi Karns Sturgisová, byla americká skladatelka populárních melodií.

## Časný život
Verdi Karnsová se narodila v Blufftonu v Indianě, jako dcera Lewise Henryho Karnse a Olive Covert Karnsové. Byla pojmenována po skladateli Giuseppe Verdim. Její otec byl řezač mramoru. Její matka zemřela v roce 1884 a poté, co se její otec znovu oženil a přestěhoval se do Kansasu, byla vychována tetou a strýcem.
Karnsová promovala na Blufftonské střední škole v roce 1901. Navštěvovala hudební konzervatoř v Indianapolis; hrála na klavír a housle.

## Kariéra
Verdi Karnsová začala vydávat své skladby už během studia na střední škole. Její díla zahrnovala „Giuseppe March“ (1898), „Kentucky Rag“ (1898) „Bluffton Carnival Rag“ (1899), „Ragamuffin“ (1899), „Blufftonian Waltzes“ (1900) a „Yo“ Got to Hab a License nebo Yo' Can't Get In “(1905, texty Laverne Brown).

## Osobní život
Verdi Karns se v roce 1908 provdala za svého souseda, právníka Raymonda R. Sturgise. Měli dceru Olive Dianu Sturgisovou, narozenou v roce 1912. Pár se přestěhoval ze zdravotních důvodů na americký jihozápad, usadil se v Albuquerque v Novém Mexiku a poté ve Phoenixu v Arizoně. Verdi Karns Sturgis zemřela ve Phoenixu v roce 1925 ve věku 42 let na tuberkulózu.